# Alfredas Bumblauskas
Alfredas Bumblauskas (Telšiai, 18 novembre 1956) è uno storico lituano.

## Biografia
Dopo la laurea pressa la Scuola di Žemaitė in Telšiai, si iscrisse presso l'Università di Vilnius nel 1974. Bumblauskas conseguì il dottorato di ricerca nel 1987, avendo come mentore Edvardas Gudavičius. Fu ex decano della facoltà di storia. Partecipò a diversi spettacoli televisivi avendo come temi la storia e la cultura. Bumblauskas fu anche uno studioso presso l'Università di Helsinki, l'Università di Graz e l'Università di Varsavia; tuttora è membro del comitato redazionale del Przegląd Wschodni.
È autore di Senosios Lietuvos istorija 1009-1795 (1009-1795) pubblicata a Vilnius nel 2005.

## Riconoscimenti
- Cavaliere dell'Ordine di Vytautas il Grande, Lituania, 2003
- Gran croce dell'Ordine al merito della Repubblica di Polonia, Polonia, 1999
- Premio Lituano di Cultura e Arte, 1998
- Premio Simonas Daukantas, 1999